# Taopu Xincun
Taopu Xuincun (chiń. 桃浦新村站) – stacja metra w Szanghaju, na linii 11. Zlokalizowana jest pomiędzy stacjami Wuwei Lu oraz Nanxiang. Została otwarta 31 grudnia 2009.